# Apális-dos-taita
Apális-dos-taita  (Apalis fuscigularis) é uma espécie de ave da família Cisticolidae.
É endémica do Quénia.
Os seus habitats naturais são: regiões subtropicais ou tropicais húmidas de alta altitude.
Está ameaçada por perda de habitat.